# Шевченко Анастасія Нукзаріївна
Анастасія Нукзаріївна Шевченко (нар. 23 жовтня 1979) — російська громадська і політична діячка. Перша в Росії людина, на яку заведено кримінальну справу за звинуваченням в участі в діяльності організації, визнаної на території Росії небажаною. Визнана політичною ув'язненою та в'язнею совісті. Лауреатка премії Бориса Нємцова за 2019.

## Біографія
Батько Нугзарі Сухіташвілі був військовим, мати Тамара Грязнова працювала вчителем російської та літератури. Анастасія Шевченка народилася у селищі Джіда Джидинського району Бурятії. У Джіді познайомилася із майбутнім чоловіком Олександром Шевченком. Закінчила Іркутський лінгвістичний університет із червоним дипломом. Після народження старшої доньки молода родина переїхала до станиці Єгорлицька Ростовської області, де народилася друга дочка та син. У Єгорлицькій Анастасія працювала журналістом у місцевій газеті та на телебаченні, деякий час була членом КПРФ. 5 листопада 2010 року під час бійні у станиці Кущовської був по-звірячому вбитий знайомий Анастасії Володимир Мироненко та його родина. Після народження сина Анастасія роз'їхалася з чоловіком і поступово почала займатися громадською діяльністю.
У різні роки Анастасія Шевченко працювала заввідділом телемовлення МУП РТ «Зоря» та старшим інспектором організаційно-територіального відділу Виборчої комісії Ростовської області.
З 2017 року до лютого 2018 року була координатором ростівського відділення руху «Відкрита Росія». Під час президентських виборів 2018 року Анастасія Шевченко очолювала регіональний штаб Ксенії Собчак, очолила регіональне відділення партії «Громадянська ініціатива». На конференції «Відкритої Росії», що відбулася відразу після президентських виборів, увійшла до федеральної ради руху. У січні 2018 року Анастасію Шевченка затримали за розклеювання передвиборчої реклами на підтримку Собчак.
У червні 2018 року стала одним з авторів та виконавців акції проти пенсійної реформи «Обібрали до трусів».
12 червня 2019 року Анастасія Шевченка удостоїлася премії Бориса Нємцова за сміливість у відстоюванні демократичних цінностей. Церемонія вручення відбулася у Бонні, премію отримала дочка Анастасії Влада Шевченка. У шортлисті премії були засновник Фонду боротьби з корупцією Олексій Навальний, голова чеченського відділення «Меморіалу» Оюб Тітієв та історик Юрій Дмитрієв.
Написала книгу «Небажана», яка була видана в серпні 2021.

### Кримінальне переслідування
26 квітня 2017 року Генеральна прокуратура Росії визнала небажаними організаціями зареєстровані у Великій Британії організації Otkrytaya Rossia та Open Russia Civic Movement, а також Institute of Modern Russia, Inc (США), очолюваний сином Ходорковського Павлом. На думку відомства, всі три організації причетні до здійснення "спеціальних програм і проєктів з метою дискредитації результатів виборів, що проходять у Росії, визнання їх результатів нелегітимними» та «інспірування протестних виступів та дестабілізацію внутрішньополітичної ситуації, що становить загрозу основ конституційного ладу Російської Федерації та безпеки держави».
Анастасії Шевченка було висунуто звинувачення за статтею 284.1 КК РФ, якою передбачено, що якщо людина двічі протягом одного року отримує адміністративні стягнення за участь у діяльності небажаної організації, то наступним етапом може стати порушення кримінальної справи.
У січні 2019 року пройшли обшуки в активістів «Відкритої Росії» у Пскові, Казані, Ростові-на-Дону, Ульяновську. Зокрема, 21 січня відбувся обшук будинку в Анастасії Шевченко. Після цього її було затримано, 23 січня за рішенням Ленінського районного суду Ростова-на-Дону її помістили під домашній арешт. 29 січня Ростівський обласний суд залишив рішення нижчестоящої інстанції про приміщення під домашній арешт у силі.
31 січня у звірівській міській лікарні померла старша дочка Анастасії Аліна. Вона потрапила в реанімацію на два дні раніше і слідчий дозволив Анастасії її відвідати. 1 лютого співчуття у зв'язку зі смертю дочки Анастасії Шевченка висловив прессекретар президента Володимира Путіна Дмитро Пєсков.
24 січня переслідування Анастасії Шевченка засудила міжнародна правозахисна організація Human Rights Watch. 25 січня визнана в'язнею совісті міжнародною організацією Amnesty International. 7 лютого низка членів президентської Ради з прав людини (СПЛ) та низка правозахисних організацій виступили на підтримку активістів Анастасії Шевченка та В'ячеслава Єгорова . Того ж дня стурбованість з приводу кримінального переслідування висловила місія США при ОБСЄ. 8 лютого правозахисний центр «Меморіал» визнав Анастасію Шевченка переслідуваною за політичними мотивами (політичною ув'язненою).
15 березня Ленінський районний суд Ростова-на-Дону продовжив домашній арешт для Анастасії Шевченка до 17 червня 2019 року.
13 травня голова «Відкритої Росії» Анастасія Буракова оголосила про участь Анастасії Шевченка у виборах міську думу Ростова-на-Дону щодо виборчого округу № 14. При цьому Шевченко продовжувала перебувати під домашнім арештом. 2 серпня ТВК відмовив їй у реєстрації на виборах.
14 червня Ленінський районний суд Ростова-на-Дону продовжив домашній арешт для Анастасії Шевченка на три місяці до 17 вересня. 16 серпня домашній арешт вкотре продовжено до 20 жовтня 2019 року.
Під час перебування під домашнім арештом, Центром протидії екстремізму ГУ МВС Росії по Ростовській області в спальні Анастасії Шевченка була встановлена прихована відеокамера.
18 лютого 2021 року Жовтневий районний суд Ростова-на-Дону засудив Анастасію Шевченка до 4 років позбавлення волі умовно. У день винесення вироку в Ростов-на-Дону приїхала Ксенія Собчак, щоби підтримати Анастасію.
У серпні 2021 року Ленінський районний суд пом'якшив вирок — до трьох років позбавлення волі умовно.
У грудні 2022 року суд заочно змінив умовний строк на 3 роки колонії.

### Еміграція
У серпні 2022 року Анастасія Шевченко повідомила, що покинула Росію і разом із дітьми переїхала до Вільнюса. Після цього кримінально-виконавча інспекція передала матеріали МВС, оскільки Шевченко «ухилилася від виконання призначеного їй покарання» і її оголосили в розшук.

## Акції підтримки
З 1 лютого розпочалися протестні акції на підтримку Анастасії Шевченка. Перша акція пройшла в Ростові-на-Дону.
10 лютого Москві, Петербурзі, Єкатеринбурзі, Казані, Ярославлі, Іваново, Тамбові пройшли акції на підтримку Анастасії Шевченка під загальною назвою «Марш материнського гніву», на акціях у Москві та Петербурзі поліція провела затримання. 24 лютого в Москві під час Маршу пам'яті Бориса Нємцова вийшла окрема колона з вимогою припинити кримінальне переслідування цивільних та політичних активістів, у тому числі Анастасії Шевченка.
30 березня 2019 року конференція руху «Відкрита Росія» ухвалила заяву з вимогою припинити кримінальне переслідування Анастасії Шевченка. Того ж дня рух оголосив про свою ліквідацію для захисту своїх активістів від кримінального переслідування.